# Cauca (tỉnh)
Cauca là một tỉnh của Colombia. Tỉnh này nằm ở tây nam Colombia, nhìn ra Thái Bình Dương ở phía tây, giáp tỉnh Valle del Cauca về phía bắc, tỉnh Tolima về phía đông bắc, tỉnh Huila về phía đông và tỉnh Nariño về phía nam. Tỉnh Cauca có diện tích 29.308 km², rộng thứ 13 trong các tỉnh của Colombia. Thủ phủ là thành phố Popayán. Đảo Malpelo thuộc tỉnh này.

## Các đô thị
- Almaguer
- Argelia
- Balboa
- Bolívar
- Buenos Aires
- Cajibio
- Caldono
- Caloto
- Corinto
- El Tambo
- Florencia
- Guapi
- Inza
- Jambalo
- La Sierra
- La Vega
- Lopez
- Mercaderes
- Miranda
- Morales
- Padilla
- Paez
- Patia
- Piamonte
- Piendamó
- Popayán
- Puerto Tejada
- Purace
- Rosas
- San Sebastian
- Santander de Quilichao
- Santa Rosa
- Silvia
- Sotara
- Suarez
- Sucre
- Timbio
- Timbiqui
- Toribio
- Totoro
- Villa Rica